# Bistum Pathein
Das Bistum Pathein (lat.: Dioecesis Patheinensis) ist eine in Myanmar gelegene römisch-katholische Diözese mit Sitz in Pathein.

## Geschichte
Das Bistum Pathein wurde am 1. Januar 1955 durch Papst Pius XII. aus Gebietsabtretungen des Apostolischen Vikariates Rangoon als Bistum Bassein errichtet. Am 8. Oktober 1991 wurde das Bistum Bassein in Bistum Pathein umbenannt.
Es ist dem Erzbistum Yangon als Suffraganbistum unterstellt.

## Ordinarien

### Bischöfe von Bassein
- George Maung Kyaw, 1955–1968
- Joseph Mahn Erie, 1968–1982
- Joseph Valerius Sequeira, 1986–1991

### Bischöfe von Pathein
- Joseph Valerius Sequeira, 1991–1992
- John Gabriel, 1992–1994
- Charles Maung Bo SDB, 1996–2003, dann Erzbischof von Yangon
- John Hsane Hgyi, 2003–2021
- Henry Eikhlein, seit 2023